# Léon Van Daele
Léon Van Daele (Ruddervoorde, 24 febbraio 1933 – Oostkamp, 30 aprile 2000) è stato un ciclista su strada e pistard belga.
Professionista dal 1952 al 1964, con caratteristiche di velocista, vinse la Parigi-Bruxelles nel 1957, la Parigi-Roubaix nel 1958 e la Gand-Wevelgem nel 1959.

## Carriera
Il successo più prestigioso della sua carriera è stata la vittoria nella Parigi-Roubaix del 1958 dove superò in volata lo spagnolo Miguel Poblet e i belgi Rik Van Looy e Fred De Bruyne, i migliori velocisti di quel periodo. Vinse anche la Parigi-Bruxelles e la Gand-Wevelgem e numerose semiclassiche internazionali. Conta anche un settimo posto al Mondiale di Waregem nel 1957 vinto dal compagno di nazionale Rik Van Steenbergen.
Prese parte alla Vuelta di Spagna nel 1958 ritirandosi e mai al Giro d'Italia e al Tour de France.

## Palmarès
- 1952 (Bertin-D'Alessandro, una vittoria)

Roubaix-Cassel-Roubaix
- 1954 (Bertin-D'Alessandro, due vittorie)

Kuurne-Bruxelles-Kuurne
1ª tappa Tour de Picardie
- 1955 (Bertin-D'Alessandro, due vittorie)

2ª tappa Tour de Picardie
9ª tappa Tour de l'Ouest (Granville > Cherbourg)
- 1956 (Bertin-D'Alessandro, tre vittorie)

Kampioenschap van Vlaanderen
Omloop van het Houtland-Lichtervelde
9ª tappa Tour de l'Ouest (Lorient > Saint-Nazaire)
- 1957 (Faema-Guerra, sette vittorie)

Bruxelles-Ingooigem
Milano-Mantova
Paris-Bruxelles
1ª tappa, 1ª semitappa 3 Daagse van Antwerpen (Anversa > Anversa)
Classifica generale 3 Daagse van Antwerpen
5ª tappa Giro dei Paesi Bassi (Leeuwarden > Alkmaar)
Kampioenschap van Vlaanderen
- 1958 (Faema-Guerra-Clément, otto vittorie)

Omloop van de Fruitstreek Alken
Parigi-Roubaix
Grote Prijs Flandria
Bruxelles-Izegem
5ª tappa, 2ª semitappa Vuelta a Levante (Elche > Dénia)
6ª tappa Vuelta a Levante (Dénia > Castellón de la Plana)
Kampioenschap van Vlaanderen
Vlaamse Pijl Kalken
- 1959 (Flandria-Dr. Mann, cinque vittorie)

Omloop van het Houtland-Torhout
3ª tappa Parigi-Nizza (Molulins > Saint-Étienne)
Gand-Wevwlgem
1ª tappa Tour de Luxembourg (Lussemburgo > Differdange)
Classifica generale Trofee van Vlaanderen
- 1960 (Wiel's-Flandria, due vittorie)

Omloop van het Houtland-Torhout
Tielt-Anvers-Tielt
- 1961 (Wiel's-Flandria, tre vittorie)

Kuurne-Bruxelles-Kuurne
Prijs Jules Lowie
2ª tappa Tour de Luxembourg (Lussemburgo > Bettembourg)
- 1964 (Labo-Dr. Mann, tre vittorie)

Omloop der drie Provinicien-Avelgem
Grote 1 Mei-Prijs - Ereprijs Victor De Bruyne
Elfstedenronde

### Altri successi
- 1952 (Indipendente)

Ruddervoorde (Kermesse)
Ancin (Kermesse)
- 1953 (Bertin-D'Alessandro)

Ruddervoorde (Kermesse)
Melle (Kermesse)
- 1954 (Bertin-D'Alessandro)

Grote Prijs Georges Desplenter-Handzame (Kermesse)
Mechelen (Kermesse)
Criterium d'Oostende (Kermesse)
Scheldewindeke (Kermesse)
- 1955 (Bertin-D'Alessandro)

Kampioenschap van West-Vlaanderen-Wingene (Kermesse)
- 1956 (Bertin-D'Alessandro)

Izenberge (Kermesse)
Nazareth (Kermesse)
Wervik (Kermesse)
Emelgem (Kermesse)
Oedelem (Kermesse)
Lichtervelde (Kermesse)
- 1957 (Faema-Guerra)

3ª tappa, 1ª semitappa Giro dei Paesi Bassi (Arnhem, cronosquadre)
Ruddervoorde (Kermesse)
Westrozebeke (Kermesse)
Izenberge (Kermesse)
Zeebrugge (Kermesse)
- 1958 (Faema-Guerra-Clément)

3ª tappa Vuelta a Levante (Albacete, cronosquadre)
Eeklo (Kermesse)
Kortrijk (Kermesse)
Aartrijke (Kermesse)
Ruddervoorde (Kermesse)
Izenberge (Kermesse)
Oedelem (Kermesse)
Eeklo (Kermesse)
Heist-ann-Zee (Criterium)
- 1959 (Flandria-Dr. Mann)

Aartrijke (Kermesse)
Herve (Kermesse)
Anzegem (Kermesse)
- 1960 (Wiel's-Flandria)

Aartrijke (Kermesse)
De Panne
- 1961 (Wiel's-Flandria)

Aartrijke (Kermesse)
Lendelede (Kermesse)
Gistel (Kermesse)
Marles-les-Mines (Criterium)
- 1962 (Dr. Mann-Labo)

Sint-Andries (Kermesse)
Meerhout (Kermesse)
Grote Prijs Stad Antwerpen (Kermesse)
Omloop Mandel-Leie-Schelde (Derny)
Houthulst (Kermesse)
Izenberge (Kermesse)
Ede (Criterium)
Aalter (Kermesse)
- 1963 (Dr. Mann-Labo)

Zonnebeke (Kermesse)
- 1964 (Labo-Dr. Mann)

Grote Prijs Georges Desplenter-Handzame (Kermesse)

## Piazzamenti

### Grandi Giri
- Vuelta a España

1958: 58º

### Classiche monumento
- Milano-Sanremo

1957: 74º
1958: 10º
1959: 3º
1961: 83º
1964: 88º
- Giro delle Fiandre

1954: 25º
1956: 3º
1957: 73º
1959: 22º
1960: 71º
- Parigi-Roubaix

1954: 25º
1955: 64º
1957: 3º
1958: vincitore
1959: 8º
1960: 50º
1961: 15º
1964: 46º
- Liegi-Bastogne-Liegi

1955: 28º
1956: 36º

### Competizioni mondiali
- Campionati del mondo

Waregem 1957: 7º
Zandvoort 1959: 30º